# علاك (سوق الطلبة الجنوبية)
علاك هو دُوَّار يقع بجماعة سوق الطلبة، إقليم العرائش، جهة طنجة تطوان الحسيمة في المملكة المغربية. ينتمي الدوّار لمشيخة سوق الطلبة الجنوبية التي تضم 26 دوار. يقدر عدد سكانه بـ 667 نسمة حسب الإحصاء الرسمي للسكان والسكنى لسنة 2004.

## روابط خارجية
- البوابة الوطنية للجماعات الترابية نسخة محفوظة 12 مارس 2018 على موقع واي باك مشين.
- المندوبية السامية للتخطيط